# Ernst Gustav Eitner
Ne doit pas être confondu avec Ernst Eitner.
Pour les articles homonymes, voir Eitner.
Ernst Gustav Eitner, né le 9 octobre 1835 à Fraustadt et mort le 4 septembre 1905 à Görlitz, est un philologue prussien.

## Biographie
Ernst Gustav Eitner naît le 9 octobre 1835 à Fraustadt dans la province de Posnanie,.
Entre 1856 et 1860 il étudie la philologie et l'histoire à Breslau. En août 1860 il obtient son doctorat en philosophie.
Ernst Gustav Eitner meurt le 4 septembre 1905 à Görlitz.